# Jean-Bernard Le Blanc
Pour les articles homonymes, voir Le Blanc.
Jean-Bernard Le Blanc, né le 3 décembre 1707 à Dijon, mort en 1781 à Paris, est un poète, traducteur, critique d’art, dramaturge, collectionneur et historiographe français.

## Biographie
Fils d’un concierge de prison à Dijon, Le Blanc, ayant embrassé l’état ecclésiastique, a débuté dans la carrière des lettres, par un Poème sur les gens de lettres de Bourgogne. Monté à Paris, il est avocat au Parlement de Paris, avant de devenir le secrétaire Houdar de La Motte. Il rime, alors, des élégies, avant d’être initié à l’art par le collectionneur Charles de Nocé, qui le recueille, en 1732, dans son son hôtel particulier de la rue Neuve-Notre-Dame-des-Champs, jusqu’au départ de ce dernier pour Montpellier, après avoir dispersé ses collections.
Recueilli par l’économiste Jean-François Melon, ancien secrétaire de John Law et célèbre auteur de l’Essai politique sur le commerce (1734), mais également de Mahmoud le Gasnévide (1729), qui l’inspire peut-être, il met au jour une tragédie intitulée Aben-Saïd, empereur des Mogols, jouée, le 7 juin 1734 au Théâtre-Français. La pièce a eu douze représentations, et cinq à sa reprise au mois de décembre, mais elle ne réussit pas à la seconde reprise en 1743, et n’a plus reparu sur la scène.
Familier de Montesquieu et de Buffon, il passe les vacances de 1735 chez ce dernier, à Montbard. Au mois de février 1737, il est abbé de compagnie du duc de Kingston et de madame La Touche, fille naturelle de Samuel Bernard, au château de Thoresby, dans le Nottinghamshire:273. Revenu à Paris, après plus d’une année, il rédige les Lettres d’un François, basées sur les notes qu’il a prises sur le vif, lors de son séjour. Sa réputation d’homme de lettres date de cette vaste étude, intelligente mais souvent critique, voire satirique, de la politique, de l’économie, de la science et de la culture anglaises, publiée en 1745. Rédigé sur le modèle des Lettres anglaises, ces quatre-vingt-douze lettres publiées en 3 volumes sur l’Angleterre, dont il effectuera lui-même la traduction en anglais sous le titre Letters on the English and French nations, en 1747, deviendra populaire des deux côtés de la Manche. Fréquemment réédité, voire plagié, ce succès de librairie de son siècle a été, après celui Voltaire, l’ouvrage le plus lu en Grande-Bretagne.
En 1746, il refuse une place d’homme de lettres que Maupertuis lui offrait à la cour de Berlin, de la part du roi de Prusse, préférant la médiocrité dans sa patrie à un sort plus brillant à l’étranger. L’année suivante, il rédige la Lettre sur l’exposition des ouvrages de peinture, sculpture, &c. de l’année 1747, et en général sur l’utilité de ces sortes d’Expositions. Le Blanc a pris une part effective au mouvement d’opinion qui transfigurait alors l’Académie royale de peinture et de sculpture, dont il a été, après le comte de Caylus, l’un des plus utiles collaborateurs. Très lié avec Quentin de La Tour, il a réussi à s’insinuer dans les bonnes grâces de Tournehem, dont il est devenu le porte-parole et le confident, et auprès duquel il n’a cessé de jouir d’un crédit considérable, pour devenir une sorte d’éminence grise. S’effaçant volontairement derrière Coypel, le Premier Peintre du Roi et directeur de l’Académie Royale, il a secondé avec zèle toutes les vues de ce dernier, lançant des projets, tâtant l’opinion pour eux. Ainsi, l’institution d’un comité votant l’admission des tableaux au Salon est due à sa suggestion. La Lettre de 1747 sera suivie de nouvelles Observations en 1753. 

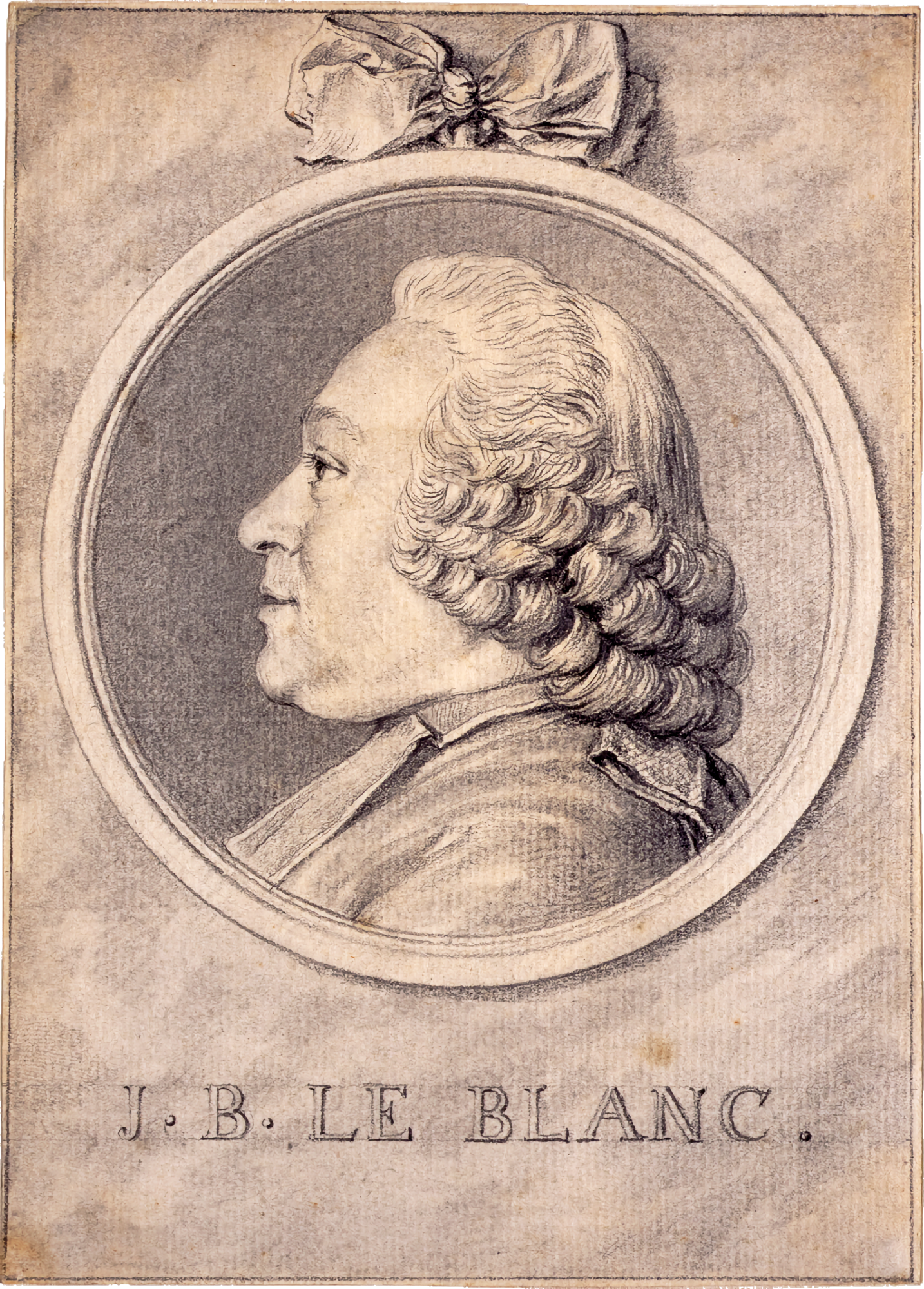
Portrait gravé par Saint-Aubin d’après un dessin de Cochin.

Protégé par Maurepas, le cardinal de Polignac, l’abbé de Rothelin, dans les bonnes grâces de Voyer d’Argenson, il est dans les bonnes grâces de Madame de Pompadour qui le choisit pour accompagner, avec Cochin et Soufflot, son frère le jeune marquis de Vandières, lors d’un voyage éducatif en Italie de décembre 1749 à septembre 1751, afin de le préparer à son poste de directeur des Bâtiments du Roi.
En 1754, il donne une traduction des Discours politiques, de Hume, qui renchérit sur l’apologie du luxe de Jean-François Melon dans son Essai politique sur le commerce. Loin de se borner à une simple traduction, Le Blanc a agrémenté sa traduction d’une longue introduction, de nombreux commentaires en bas de page et de deux bibliographies, la première énumérant d’autres ouvrages anglais notables d’économie politique t l’autre proposant une bibliographie des nouvelles traductions françaises récentes et des écrits dans le même domaine. L’ouvrage s’est vendu « comme un roman ».
En 1756, il publie Le Patriote anglois, ou Réflexions sur les hostilités que la France reproche à l’Angleterre. Censément traduit depuis l’auteur anglais « John Tell Truth », ce pseudonyme laisse supposer que l’ouvrage est réellement de Le Blanc lui-même. Ambitionnant un fauteuil à l’Académie française, la marquise de Pompadour avait promis de soutenir sa candidature une fois celle de Duclos obtenue, mais la chose ne s’étant pas faite, elle lui a fait attribuer la place d’historiographe des Bâtiments du Roi. Sa collection d’art de tableaux des 3 écoles, de bronzes, marbres, porcelaines, meubles de boule, feux et bras de bronze doré, et autres objets de cabinet de curiosités a été dispersée le .

## Jugements
« Bas et rampant auprès des grands, il n’était pas moins insolent et grossier avec ses égaux. Comme il avait été quelque temps logé au-dessus d’un maréchal, Piron, son compatriote, faisait allusion à la rudesse du style et du caractère de cet abbé, disait de lui : Il demeure au dessus de son cordonnier. Ces défauts et son ennuyeuse loquacité lui valurent, au sujet de son portrait peint par le célèbre La Tour, dont on disait que les tableaux étaient parlants, cette autre épigramme de Piron :
La Tour va trop loin, ce me semble,

Quand il nous peint l’abbé Leblanc.

N’est-ce pas assez qu’il ressemble ?

Faut-il encore qu’il soit parlant
 »

— Michaud.

## Publications
- Poème sur les gens de lettres de Bourgogne, Dijon, 1726, in-8º.
- Élégies de Mr. L*. B*. c. [Leblanc], avec un Discours sur ce genre de poésie et quelques autres pièces du mesme auteur..., Paris, Chaubert, 1731. In-8 ̊, pièces limin., 163 p.
- Lettres d’un François, La Haye, J. Neaulme, 1745, 3 vol. in-8º (lire en ligne). — Outre la traduction anglaise ci-dessous, a connu au moins deux rééditions françaises, en 1751 et 1758, en 3 volumes, notamment sous le titre Lettres de M. l’abbé Le Blanc.
- Lettre sur l’exposition des ouvrages de peinture, sculpture, &c. de l’Année 1747 : et en général sur l’utilité de ces sortes d’Expositions, Paris, [s.n.], 1747, 180 p., in-12 (OCLC 966405186, lire en ligne sur Gallica).
- Observations sur les ouvrages de MM. de l’Académie de peinture et de sculpture, exposés au Sallon du Louvre, en l’Année 1753, et sur quelques Écrits qui ont rapport à la peinture : À monsieur le Président de B**, Paris, [s. n.], 1753, xv-[4]-1-173-[2] p., in-12 (OCLC 20959692, lire en ligne sur Gallica).
- John Tell Truth (Ouvrage traduit de l’anglais de John Tell Truth : par un avocat au parlement de Paris), Le Patriote anglois : ou Réflexions sur les hostilités que la France reproche à l’Angleterre et sur la réponse de nos ministres au dernier Mémoire de S. M. T. C., Genève, 1756, xii-159 p., in-12 (lire en ligne).  —  Traduction supposée due au « traducteur ».
- Dialogues sur les mœurs des Anglois, et sur les voyages considérés comme faisant partie de l’éducation de la jeunesse, Paris, Barthelemi Hochereau le jeune, 1765, xxxvi-194 p., in-12 (lire en ligne). — A fait l’objet d’une traduction anglaise par Leblanc lui-même, publiée à Londres avant l’édition française.

### Théâtre
- Aben-Saïd, empereur des Mogols : tragédie en cinq actes et en vers, Paris, Prault fils, 1736, vi-87 p., in-8º (lire en ligne sur Gallica).

### Traductions
- (en) Abbé Le Blanc (trad. Mons. l’Abbé Le Blanc), Letters on the English and French nations : containing curious and useful observations on their constitutions natural and political, Londres, J. Brindley, 1747, 312 ; 439, 2 vol. in-8º (OCLC 642345725, lire en ligne), « t. 2 ».
- David Hume, Discours politiques de M. Hume, Amsterdam, 1754 (réimpr. 1986), 2 vol. in-12 (lire en ligne sur Gallica).